# Betwixt
Betwixt é um telefilme-piloto da Warner Bros. Television do gênero drama lançado em 2010.

## Sinopse
Durante o verão, três adolescentes são cercados por um obscuro mistério. A linda Morgan D'Amici acorda com sujeira e sangue sob as unhas. Pinturas ganham vida sob o olhar de olhos violeta de Ondine Mason. O fugitivo Nix Saint-Michael vê halos de luz em torno de pessoas prestes a morrer. Os três adolescentes estão prestes a saber de sua verdadeira origem e seus incertos destinos entrelaçados.

## Elenco
| Ator                | Papel                |
| ------------------- | -------------------- |
| Jessy Schram        | Morgan Brower        |
| Austin Butler       | Cameron Brower       |
| Allison Miller      | Celine Halstead      |
| Josh Henderson      |                      |
| David Gallagher     |                      |
| Joshua Bowman       | Luke                 |
| Tessa Thompson      | Jenny                |
| Brandon Jay McLaren | Decker               |
| Blair Redford       | Moth                 |
| Leah Gibson         | Emily                |
| Chelah Horsda       | Vanessa              |
| Steven Jeays        | Passageiro           |
| Craig Anderson      | Guia                 |
| Tyler McClendon     | Michael Garrett      |
| Elfina Luk          | Repórter             |
| Ben Geldreich       | Drunk Guy            |
| Almeera Jiwa        | Laura                |
| Ethan Walker        | Eclipse              |
| Mireille Urumuri    | Passageiro no ônibus |